# Carpino
Carpino là một đô thị thuộc tỉnh Foggia trong vùng des Puglia của Ý. Đô thị này có diện tích 82 km², dân số 4084 người (2018/12/31).
Đô thị này giáp với các đô thị sau: Cagnano Varano, Ischitella, Monte Sant'Angelo, Vico del Gargano.